# Wien-Film

Logo

Die Wien-Film GmbH war eine große österreichische Filmproduktionsgesellschaft, die 1938 aus der Tobis-Sascha Filmindustrie AG hervorging und bis 1985 bestand. Das Unternehmen befand sich bis 1945 im Besitz der der deutschen Reichsfilmkammer unterstehenden Cautio Treuhandgesellschaft und zeichnete für fast die gesamte Filmproduktion auf österreichischem („ostmärkischem“) Gebiet verantwortlich.
Von Ende der 1940er Jahre bis zu ihrer Auflösung 1985 diente sie überwiegend als staatliche Studiogesellschaft.

## Geschichte

### Nationalsozialismus

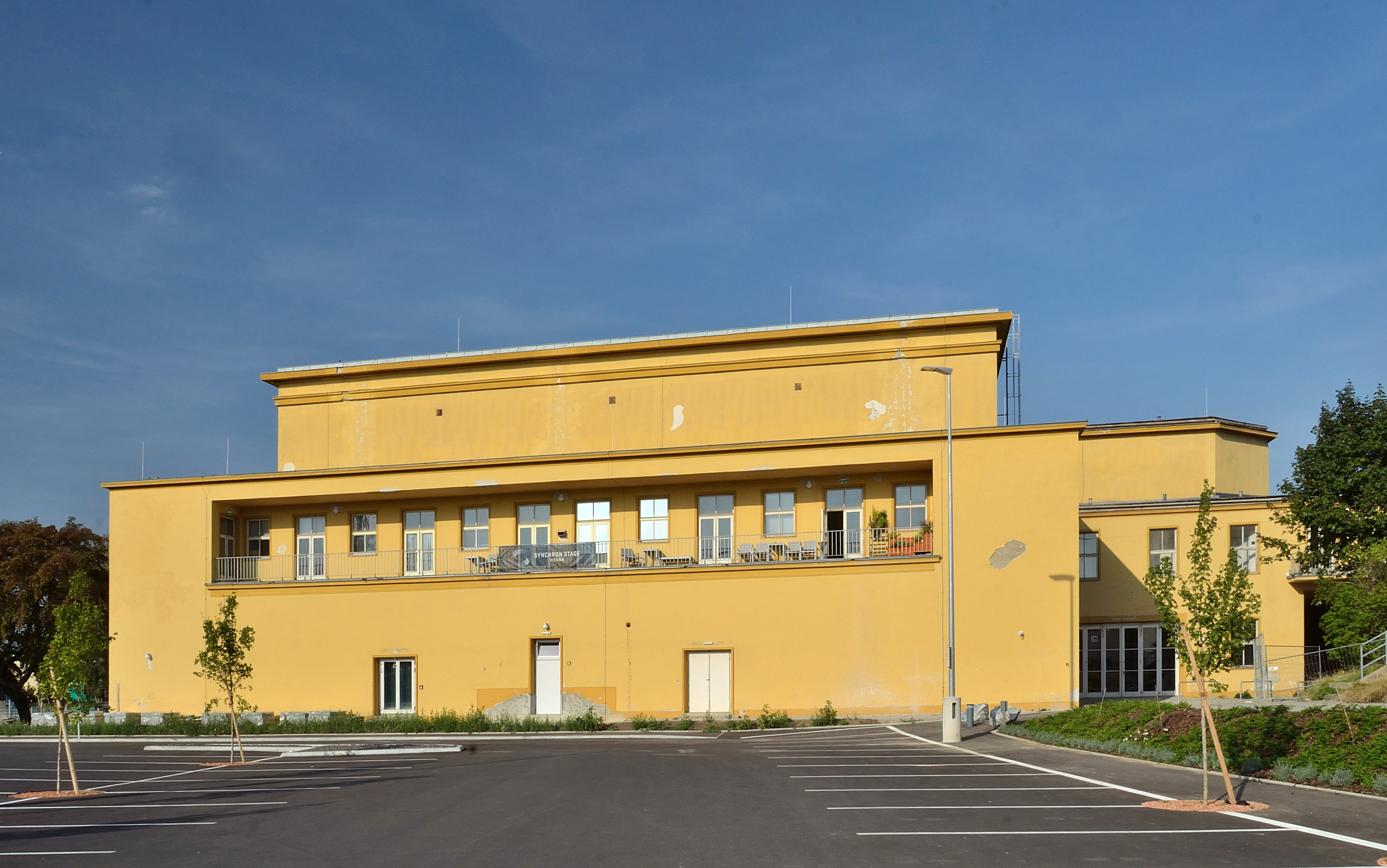
Die von der Wien-Film errichtete Synchronhalle der Rosenhügel-Studios

Mit dem Anschluss Österreichs an das Deutsche Reich im Jahre 1938 fand die eigenständige Filmproduktion des Landes ein Ende. Die deutsch-österreichische Tobis-Sascha Filmindustrie AG, die bereits 1937 unter Druck an die dem Reichspropagandaministerium nahestehende Cautio Treuhand verkauft werden musste, wurde am 16. Dezember in die Wien-Film umgewandelt. Aus rechtlichen und steuerlichen Gründen wurde die vormalige Aktiengesellschaft in eine Ges.m.b.H umgewandelt. Das Gründungskapital betrug 400.000 Reichsmark, von denen 99,8 Prozent von der Cautio gehalten wurden.
Das von offizieller Seite vorangestellte Motto „Wetteifernd mit den übrigen Künsten soll der Film gestalten, was Menschenherzen erfüllt und erbeben läßt, und sie durch Offenbarung des Ewigen in bessere Welten entrückt“ war von Joseph Goebbels unterschrieben worden. Der Propagandaauftrag war somit dokumentiert. Jüdische Mitarbeiter waren in der österreichischen Filmwirtschaft bereits ab 1935 nicht mehr gewünscht, da die deutsche Reichsfilmkammer mit einem Importverbot für österreichische Filme gedroht hatte, sollte man sich nicht an deutsche Bestimmungen halten. Österreich war vom deutschen Markt abhängig und fügte sich dem Diktat.
Von der neuen Gesellschaft wurden die bisher der Tobis-Sascha gehörenden Rosenhügel-Studios und das Filmatelier Sievering sowie das Studio Schönbrunn übernommen. Hinzu kamen weitere kleine Ateliereinrichtungen sowie Synchronhallen und Kopierwerke.
Die ersten Leiter der Wien-Film waren Generaldirektor Fritz Hirt, Paul Hach und der Wiener Filmregisseur Karl Hartl, der auch bis zuletzt Produktionschef war. Als Prokurist trat August Schwenk auf, ein Strohmann des Cautio-Leiters Max Winkler, welcher zugleich die weiteren 0,2 Prozent des Gründungskapitals hielt. Das Kulturfilmschaffen wurde unter der Leitung von Josef Lebzelter von der ehemaligen Selenophon kontrolliert. Für die Kontrolle der Filmproduktionen – von der Idee bis zur Vorführung – war der Reichsfilmdramaturg und später der Reichsfilmintendant verantwortlich.
Am 16. Dezember fand die erste Gesellschafterversammlung statt, bei der auch die Aufsichtsräte bestellt wurden. Diese waren:
- Friedrich Merten, Geschäftsführer der Film-Finanz, Berlin
- Josef Joham, Vorstandsmitglied der Creditanstalt, Wien
- Willi Forst, Filmregisseur, Wien
- Carl Froelich, Filmregisseur und Präsident der Reichsfilmkammer, Berlin
- Karl Ott, Ministerialdirektor, Berlin
- Hermann Burmeister, Ministerialrat, Berlin
- Heinrich Post, Bankdirektor, Berlin

In der Spielfilmproduktion der neuen Gesellschaft dominierten historisch-volkstümliche Themen, ihr Markenzeichen war der ausstattungsträchtige Wiener Film, der meist vergangene Zeiten porträtierte. Das von Berlin auferlegte Programm der Filmproduktion war, möglichst heitere Filme zu drehen, die im Boden der „Ostmark“ wurzelten und vom Kriegsalltag ablenkend wirken sollten – nach dem Motto „Kraft durch Freude“. Dennoch wurden von der Wien-Film aber auch einige Propagandafilme hergestellt. Beispiele sind Leinen aus Irland (1939), dessen Dreharbeiten Joseph Goebbels beiwohnte, sowie Wien 1910 (1943) über Karl Lueger als verklärtes Vorbild Hitlers und Heimkehr (1941) mit Paula Wessely in der Hauptrolle. Besonders Heimkehr gilt als einer der schlimmsten NS-Propagandafilme und trug das Prädikat „Film der Nation“.
Ab 1943/44 produzierte die Wien-Film auch Farbfilme, ein Privileg das bis dahin der UFA vorbehalten war. Daneben produzierte die Wien-Film auch Kulturfilme.
Neben der Spielfilm- und Kulturfilmproduktion konzentrierte sich die Wien-Film auch auf den Betrieb von Kinos. Österreichweit gehörten 14 Kinos in Wien, Berndorf, Linz, Steyr und Steyrermühl dazu. In Wien waren es die Kinos „Scala“, „Apollo“, „Busch“ und „UFA-Ton“, die für Uraufführungen genutzt wurden. Betrieben wurden die ehemals in Besitz der Wiener Kinobetriebsanstalt (Kiba) und UFA befindlichen Kinos unter der neu gegründeten „Ostmärkischen Filmtheater Betriebsgesellschaft m.b.H.“
In den letzten Kriegstagen bestand der Plan, die Atelieranlagen am Rosenhügel zu sprengen. Generaldirektor Fritz Hirt setzte sich in einem Ton-Aufnahmewagen für Außenaufnahmen aus Wien ab.

### Nachkriegszeit
Nach Ende des Zweiten Weltkrieges wurde die Wien-Film als „deutsches Eigentum“ von den Alliierten beschlagnahmt. Nachdem Wien in vier Besatzungszonen aufgeteilt worden war, stand zudem fest, dass die Filmstudios in Sievering sowie die Zentrale in der Siebensterngasse der amerikanischen Verwaltung zugeordnet waren, während die Rosenhügel-Filmstudios im sowjetischen Sektor lagen. Die Sievering-Filmstudios sollten von den US-Amerikanern liquidiert werden. Die Vereinigten Staaten verfolgten zudem das Interesse, den Hollywood-Produktionen keine Konkurrenz zu machen.
Mitte August 1945 wurde der ehemalige Wien-Film-Produktionsleiter Karl Hartl zum öffentlichen Verwalter ernannt. Neuer Produktionsleiter wurde Karl Ehrlich, welcher im Folgejahr die Leitung der wieder gegründeten Sascha-Film übernehmen sollte. Während die Sowjets nach den Bestimmungen des Potsdamer Abkommens sämtliche ehemals „deutsche“ Unternehmungen als Reparation übernahmen, verzichteten die westlichen Besatzungsmächte USA, Frankreich und Großbritannien auf diese Maßnahme. Dies bedeutete für die neu gegründete Wien-Film, dass sie mit den Filmstudios in Sievering und Schönbrunn weiterarbeiten konnte, jedoch auf die größeren Rosenhügel-Filmstudios verzichten musste. Diese wurden in die sowjetische USIA eingegliedert und als „Wien-Film am Rosenhügel“ weiter betrieben. Am 21. August 1945 unterzeichneten die Wien-Film und das Staatsamt für Wiederaufbau einen Vertrag zu einem Dokumentarfilm über die Restaurierungsarbeiten in Wien.
Die Produktion sowie der Filmverleih wurde mehrheitlich an die 1946 gegründete Sascha Film Verleih- und Vertriebs GesmbH ausgelagert, sowohl dort als auch bei der Wien-Film nahm die Creditanstalt-Bankverein eine dominierende Rolle ein. Dies geschah vor allem deshalb weil die Wien-Film aufgrund ihrer Rolle in der NS-Zeit als stark vorbelastet galt.
Nach dem Staatsvertrag 1955 ging die Gesellschaft in Bundesbesitz über und diente fortan überwiegend als Studiogesellschaft für einheimische und deutsche Produktionsfirmen. In dieser Zeit entstanden finanziell erfolgreiche Produktionen wie die Sissi-Trilogie oder anspruchslose Heimatfilme in den Ateliers der Wien-Film, 1955 drehte Georg Wilhelm Papst seinen auch international beachteten Film Der letzte Akt im Filmstudio Sievering. Teilweise wurden die Studioanlagen bereits an das Fernsehen (zeitweise sogar das ZDF) und die Synchronhalle am Rosenhügel an Plattenfirmen vermietet. 1956 ging das Studio Schönbrunn an den ORF und wurde Standort des Fernsehens.
Auch von internationalen Produktionen wurden die Wien-Film-Studios immer genutzt. Beispiele dafür sind Die Reise (1959) mit Yul Brynner, Prinzessin Olympia (ebenfalls 1959) mit Sophia Loren und Geheime Wege (1961) mit Richard Widmark.

### Niedergang

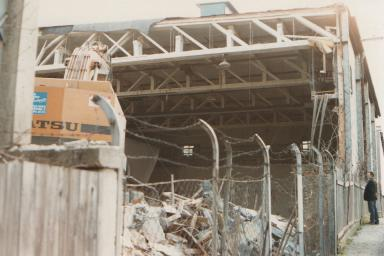
Abriss der Sieveringer Studios

Aufgrund der Filmkrise und des Kinosterbens der 1960er Jahre wurden die Rosenhügel-Studios 1966 (mit Ausnahme der Synchronhalle) an den ORF verkauft. Die Vermietung der Sieveringer Ateliers und der Schneide- und Synchronhallen an Fremdproduktionen verlor jedoch ab den 1960er Jahren kontinuierlich an Rentabilität. Das Unternehmen versuchte mit seinen verbliebenen Einrichtungen, mit dem Status quo der späten 1960er Jahre das Auslangen zu finden. Es ignorierte dabei jedoch weitgehend den technischen Fortschritt und geriet ins Hintertreffen. Durch Managementfehler und fehlende eigene Produktionen wurden recht bald hohe Verluste erwirtschaftet. Allein 1971 wurden für die nicht beschäftigten Studios monatlich rund 2 Millionen Schilling ausgegeben. Eine zwangsweise erfolgte Veränderung der Betriebsstruktur brachte zumindest kurzzeitig die gewünschten Einsparungen.
Gemeinsam mit der Sascha-Film trat das Unternehmen als Co-Produzent und Dienstleister mehrerer internationaler Produktionen in Erscheinung. Beispielsweise wurden die Innenaufnahmen zu Das Lächeln einer Sommernacht (1977) mit Elizabeth Taylor oder Das Geheimnis der eisernen Maske (1979) in den Studios der Wien-Film gedreht, die mit ihrem Kopierwerk auch die Ausarbeitung der Filme übernahm.
In den letzten 10 Jahren ihres Bestehens erwirtschaftete die Wien-Film einen Verlust von 360 Millionen Schilling, zu viel für den zu dieser Zeit ohnehin schwer belasteten Staatshaushalt. Daher wurde die Wien-Film als staatliche Gesellschaft schließlich 1985 auf Betreiben von Finanzminister Franz Vranitzky aufgelöst. Erhalten blieb nur eine Nachfolgefirma zur Bewahrung früherer Produktionen.

## Personal und Ateliers
Die Stars der Wien-Film waren bis 1945 Wolf Albach-Retty, Elfriede Datzig, Marte Harell, Hans Holt, Olly Holzmann, Attila Hörbiger, Paul Hörbiger, Winnie Markus, Hans Moser, Rudolf Prack, Jane Tilden und Paula Wessely.
Die am meisten beschäftigten Regisseure der Wien Film waren der geübte Umsetzer nationalsozialistischer Propagandainhalte Gustav Ucicky und E. W. Emo, die ein Drittel der rund 60 Spielfilme inszenierten. An Produktivität folgten ihnen Willi Forst, der für die besten Produktionen dieser Zeit verantwortlich zeichnete, Géza von Bolváry, Hans Thimig, die Brüder Ernst und Hubert Marischka sowie Géza von Cziffra, dem mit Der weiße Traum der kommerziell erfolgreichste Wien-Film gelang. Die am meisten eingesetzten Kameraleute waren Günther Anders, Georg Bruckbauer, Hans Schneeberger und Jaroslaw Tuzar.
Als Komponisten beschäftigte die Wien-Film vor allem Anton Profes und Willy Schmidt-Gentner. Erich von Neusser und Fritz Podehl waren Produktionsleiter. Als Chefdramaturg war Hans Gustl Kernmayr tätig.
Ein Großteil der Beteiligten konnte seine Karrieren auch in der Nachkriegszeit bei Produktionen der Wien-Film fortsetzen.

### Ateliereinrichtungen
Als Filmateliers konnten die einzigen zwei Großanlagen Österreichs, die ehemaligen Sascha-Film-Studios in Sievering sowie die Rosenhügel-Filmstudios der ehemaligen Vita-Film herangezogen werden. Hinzu kamen das kleine, ehemalige Wiener-Kunstfilm-Atelier am Bauernmarkt im 1. Wiener Gemeindebezirk, das Atelier in Schönbrunn sowie ein Atelier am Rennweg.
In drei Jahren Bauzeit wurde von 1939 bis 1941 neben den Rosenhügel-Ateliers ein Synchronhallenkomplex mit einer großen und einer kleinen Synchronisationshalle, Schneideräumen und Büros errichtet. Es waren weitere, großzügige Ausbauten wie die Errichtung neuer Studios geplant, diese wurden aber wegen des fortschreitenden Krieges nicht mehr verwirklicht.
1938 besaß die neu gegründete Wien-Film ein Kopierwerk am Rosenhügel, welches im Zweiten Weltkrieg eine Ausweichstelle in der Formanekgasse 23 im 19. Wiener Gemeindebezirk erhielt. 1953 wurde als Ersatz für das von den Russen beschlagnahmte Kopierwerk am Rosenhügel und der zu klein gewordenen Ausweichstelle ein modernes Kopierwerk in Grinzing in Betrieb genommen, welches fortan den Großteil der österreichischen Filmproduktionen entwickeln und kopieren sollte. Das 5,8 Millionen Schilling teure Werk war im historischen Gebäude des sogenannten Trummelhof untergebracht.

### Zwangsarbeit
Während der NS-Zeit betrieb die Wien-Film mehrere Zwangsarbeitslager in ihren Betriebsstätten, bekannt sind Lager im Bereich der Rosenhügel-Studios, des Ateliers Sievering, in der Holzweberstraße Nr. 133 sowie in der Wernergasse Nr. 11.

## Filmproduktionen
In den Jahren 1939 bis 1945 entstanden fünfzig Filme. Hinzu kamen Auftragsproduktionen, die von der Forst-Film, der Emo-Film und der Styria-Film abgewickelt wurden.
- Unsterblicher Walzer (1939, E. W. Emo)
- Leinen aus Irland (1939, Heinz Helbig)
- Mutterliebe (1939, Gustav Ucicky)
- Frau im Strom (1939, Gerhard Lamprecht)
- Donauschiffer (1939/40, Robert A. Stemmle)
- Der Postmeister (1939/40, Gustav Ucicky)
- Das jüngste Gericht (1939, Franz Seitz Sen.)
- So gefällst Du mir (1940/41, Hans Thimig, Rudolf Schaad)
- Operette (1940, Willi Forst)
- Meine Tochter lebt in Wien (1940, E. W. Emo)
- Liebe ist zollfrei (1940/41, E. W. Emo)
- Krambambuli. Die Geschichte eines Hundes (1940, Karl Köstlin)
- Ein Leben lang (1940, Gustav Ucicky)
- Der liebe Augustin (1940, E. W. Emo)
- Wir bitten zum Tanz (1941, Hubert Marischka)
- Liebe ist zollfrei (1941, E. W. Emo)
- Wien 1910 (1941/42, E. W. Emo)
- Schicksal (1942, Géza von Bolváry)
- Heimkehr (1941, Gustav Ucicky)
- Dreimal Hochzeit (1941, Géza von Bolváry)
- Brüderlein fein (1941/42, Hans Thimig)
- Zwei glückliche Menschen (1942, E. W. Emo)
- Wen die Götter lieben. Mozart (1942, Karl Hartl)
- Späte Liebe (1942/43, Gustav Ucicky)
- Sommerliebe (1942, Erich Engel)
- Die heimliche Gräfin (1942, Géza von Bolváry)
- Das Ferienkind (1942/43, Karl Hans Leiter)
- Schwarz auf Weiß (1943, E. W. Emo)
- Schrammeln (1943/44, Géza von Bolváry)
- Romantische Brautfahrt (1943, Leopold Hainisch)
- Reisebekanntschaft (1943, E. W. Emo)
- Glück bei Frauen (1943/44, Peter Paul Brauer)
- Freunde (1943/44, E. W. Emo)
- Die kluge Marianne (1943, Hans Thimig)
- Der weiße Traum (1943, Géza von Cziffra)
- Am Ende der Welt (1943/44, Gustav Ucicky)
- Wiener Mädeln (1944/45, Willi Forst)
- Wie ein Dieb in der Nacht (1944/45, Hans Thimig)
- Umwege zu Dir (1944/45, Hans Thimig)
- Ulli und Marei (1944/45, Leopold Hainisch)
- Liebe nach Noten (1944/45, Géza von Cziffra)
- Ein Mann gehört ins Haus (1944/45, Hubert Marischka)
- Die goldene Fessel (1944, Hans Thimig)
- Der gebieterische Ruf (1944, Gustav Ucicky)
- Das Herz muß schweigen (1944, Gustav Ucicky)
- 1. April 2000 (1952, Wolfgang Liebeneiner)
- Augenblicke – 4 Szenen mit Paula Wessely (1979 für den ORF, Wolfgang Glück)
- Wahre Geschichten – frei erfunden. Vier Episoden mit Attila Hörbiger (1980 für den ORF, Herbert Fuchs)
- Die Ausgesperrten (1982, Franz Novotny)